# Campionato sudamericano di rugby 2011
Il campionato sudamericano di rugby 2011 (in spagnolo Sudamericano de Rugby 2011; in portoghese Campeonato Sul-Americano de Rugby de 2011) fu il 33º campionato continentale del Sudamerica di rugby a 15.
La sua prima divisione si tenne in Argentina dal 14 al 25 maggio 2011 tra cinque squadre nazionali e fu vinta dalla squadra di casa – la cui federazione, dopo diverse edizioni in cui aveva schierato la seconda formazioni, tornò a disputare il torneo con la nazionale maggiore in ottica di preparazione alla Coppa del Mondo 2011 – per la trentaduesima volta, ventunesima consecutiva.
Con la Coppa Atilio Rienzi, in palio nelle due edizioni successive, passata a premiare un torneo internazionale juniores, la prima fase del Sudamericano "A" servì a definire le due sfidanti della squadra campione uscente, nella fattispecie l'Argentina.
Il torneo si svolse a Puerto Iguazú, città dell'Argentina in prossimità del confine con Brasile e Paraguay.
Furono nell'ordine Cile e Uruguay a qualificarsi per il confronto con l'Argentina: i Condores vinsero per la prima volta dopo nove anni contro i loro avversari uruguaiani una gara senza mete, caratterizzata solo da un drop per parte e sei piazzati a cinque per i cileni.
Il Paraguay, ultimo in classifica, retrocedette al Sudamericano "B" dell'anno successivo.
Nella seconda fase, i Pumas ebbero ragione in sequenza di Cile (61-6) e Uruguay (75-14) conquistando il proprio trentaduesimo titolo su altrettante partecipazioni, nonché su 33 edizioni complessive di torneo
Il torneo "B" si tenne nell'agosto successivo a Lima, capitale del Perù, e fu vinto dal Venezuela.
Il valore delle marcature, come stabilito dall’IRFB nel 1992, era: 5 punti per ciascuna meta (7 se trasformata), 3 punti per la realizzazione di ciascun calcio piazzato, idem per il drop.
Per tutte le fasi e divisioni del torneo il sistema previde 3 punti per la vittoria, 1 per il pareggio e 0 per la sconfitta.

## Squadre partecipanti
| Sudamericano “A” | Sudamericano “B” |
| ---------------- | ---------------- |
| Argentina        | Colombia         |
| Brasile          | Costa Rica       |
| Cile             | Perù             |
| Paraguay         | Venezuela        |
| Uruguay          |                  |

## Sudamericano "A"

### 1ª giornata
| Arbitro: | Enrique Platais |

|                |      | |
|                | mt   | 7’, 25’ Avalo 12’ Ameglio 27’ Lewis 31’ Barcos 34’ Inchausti 37’, 49’, 59’, 80+11’ Bueno 40’ G. Mieres 55’ Bascou 80+2’ Magno 80+6’ Leivas 80+9’, 80+10’ Román |
|                | tr   | 7’, 12’, 25’, 27’, 34’, 37’ Arocena 55’, 59’, 80+6’, 80+9’, 80+10’ Lewis                                                                                       |
| Renna 15’, 39’ | c.p. | |

| Arbitro: | Mauro Rivera |

|                  |      |                                |
|                  | mt   | 30’ Silva 44’ Rios 80’ Cabrera |
|                  | tr   | 44’, 80’ Omegna                |
| Menutti 56’, 63’ | c.p. | 17’, 61’ Omegna                |

### 2ª giornata
| Arbitro: | Mauro Rivera |

| |      |           |
| Herrera 7’ Tobar 22’ Huete 25’, 33’ Cruz 50’, 52’ Brangier 59’ De La Fuente 65’, 76’ del Solar 70’ Rios 78’ | mt   |           |
| Herrera 22’ Cruz 25’, 33’, 50’, 52’, 65’ Omegna 76’, 78’                                                    | tr   |           |
| | c.p. | 30’ Renna |

| Arbitro: | Felipe Balbontin |

|                       |      |                                               |
| Gregg 30’ da Rosa 51’ | mt   | 38’ Gaminara 66’ Leivas 75’ tecnica 80’ Bueno |
| Menutti 51’           | tr   | 66’, 75’ Arocena                              |
| Menutti 17’, 64’      | c.p. | 25’, 34’, 37’, 40’, 60’ Arocena               |

### 3ª giornata
| Arbitro: | Luís Caviglia |

| |      |                     |
| Medeiros 11’ J.L. da Rosa 18’ Rosa 21’, 27’ M. Duque 29’ Mahiara 46’ Menutti 49’ Orioli 62’ L. Duque 75’ | mt   | 12’ F. da Rosa      |
| Menutti 11’ L. Duque 62’, 75’                                                                            | tr   |                     |
| | c.p. | 17’, 22’, 24’ Reyes |

| Arbitro: | Carlos Romero |

|                                   |      |                                |
| Cruz 22’, 23’, 33’, 50’, 66’, 79’ | c.p. | 6’, 17’, 26’, 40’, 65’ Arocena |
| Omegna 34’                        | drop | 11’ Arocena                    |

#### Classifica prima fase
| Pos | Squadra  | G | V | N | P | PF  | PS  | DP   | Pt |
| --- | -------- | - | - | - | - | --- | --- | ---- | -- |
| 1   | Cile     | 3 | 3 | 0 | 0 | 117 | 27  | +90  | 9  |
| 2   | Uruguay  | 3 | 2 | 0 | 1 | 159 | 45  | +114 | 7  |
| 3   | Brasile  | 3 | 1 | 0 | 2 | 75  | 78  | −3   | 5  |
| 4   | Paraguay | 3 | 0 | 0 | 3 | 23  | 224 | −201 | 3  |

### 4ª giornata
| Arbitro: | Luís Caviglia |

| |      |               |
| Miralles 7’ Aranguren 9’ González Iglesias 11’ B. Agulla 23’, 46’ Guidone 33’ Baéz 70’ B. Madero 78’ Moyano 79’ | mt   |               |
| González Iglesias 7’, 9’, 11’, 23’, 33’, 46’ B. Madero 78’, 79’                                                 | tr   |               |
| | c.p. | 18’, 21’ Cruz |

### 5ª giornata
| Arbitro: | Francisco Pastrana |

| |    |                          |
| Cubelli 2’ Weiss 17’, 45’ Luna 27’, 63’, 79’ Centurión 28’ B. Agulla 32’ Moyano 40’, 61’ Basile 75’ | mt | 52’ Leivas 66’ G. Mieres |
| B. Madero 2’, 17’, 28’, 32’, 36’, 45’, 61’, 63’, 75’, 79’                                           | tr | 52’, 66’ Arocena         |

#### Classifica
| Pos | Squadra   | G | V | N | P | PF  | PS | DP   | Pt |
| --- | --------- | - | - | - | - | --- | -- | ---- | -- |
| 1   | Argentina | 2 | 2 | 0 | 0 | 136 | 20 | +116 | 6  |
| 2   | Cile      | 2 | 1 | 0 | 1 | 27  | 79 | −52  | 4  |
| 3   | Uruguay   | 2 | 0 | 0 | 2 | 32  | 96 | −64  | 2  |

## Sudamericano "B"

### Risultati
| Data      | Incontro               | Risultato | Sede |
| --------- | ---------------------- | --------- | ---- |
| 21-8-2011 | Perù ― Costa Rica      | 40-13     | Lima |
| 21-8-2011 | Venezuela ― Colombia   | 57-19     | Lima |
| 24-8-2011 | Perù ― Colombia        | 36-10     | Lima |
| 24-8-2011 | Venezuela ― Costa Rica | 50-12     | Lima |
| 27-8-2011 | Colombia ― Costa Rica  | 27-12     | Lima |
| 27-8-2011 | Venezuela ― Perù       | 17-15     | Lima |

### Classifica
|  | Classifica | G | V | N | P | PF  | PS  | P±  | PT |
|  | ---------- | - | - | - | - | --- | --- | --- | -- |
|  | Venezuela  | 3 | 3 | 0 | 0 | 124 | 46  | +78 | 9  |
|  | Perù       | 3 | 2 | 0 | 1 | 91  | 40  | +51 | 6  |
|  | Colombia   | 3 | 1 | 0 | 2 | 56  | 105 | -49 | 3  |
|  | Costa Rica | 3 | 0 | 0 | 3 | 37  | 117 | -80 | 0  |